# Quantização

Sinal quantizado

Em processamento de sinais digitais, quantização é o processo de atribuição de valores discretos para um sinal cuja amplitude varia entre infinitos valores.
Em Física Moderna uma grandeza é dita quantizada, ou discreta, quando não apresenta valores contínuos. Por exemplo, suponha que haja uma quantidade de água sendo aquecida em uma panela de alumínio. Quando o cronômetro está zerado, a água está a 15 graus Celsius. Ela é aquecida continuamente até atingir 110 graus Celsius. Enquanto o tempo passa, a temperatura da panela assume todos os valores entre 15 e 110 graus. Não há um valor sequer nesse intervalo pelo qual o punhado de água não tenha passado. Quando isso acontece, dizemos que a água foi aquecida continuamente.
Se a água do nosso exemplo é aquecida continuamente isso quer dizer que todos os valores intermediários de temperatura foram igualmente atingidos em algum momento da transição.
As grandezas físicas são ditas quantizadas quando entre um valor que ela pode assumir e outro, existem valores proibidos. 
Por exemplo, a menor energia que um elétron pode possuir ao orbitar em torno de um núcleo de hidrogênio é -13,6eV. Se este elétron for "aquecido" ele poderá saltar para o nível seguinte (-3,4eV), mas jamais possuirá uma energia intermediária. Todos os valores de energia entre -13,6eV e -3,4eV estão proibidos! Por isso dizemos que a energia está quantizada.
A quantização de algumas grandezas, como a energia, foi de uma importância tão grande para o desenvolvimento da Física que deu nome à mecânica dos quanta: Mecânica Quântica.